# Stanley B. Prusiner
Stanley B. Prusiner (Des Moines, Iowa; 28 de mayo de 1942) es un profesor de Neurología y Bioquímica de la Universidad de California, San Francisco.
Describe los priones, y por ello recibe en 1997 el Premio Nobel en Fisiología o Medicina. También ha sido galardonado con el Premio Wolf en Medicina en 1995/6.
En junio del 2005, recibió el doctor honoris causa por la Universidad CEU Cardenal Herrera en Moncada.

## Premios y honores
Stanley Prusiner ganó el Premio Nobel de Fisiología o Medicina en 1997 por su trabajo al proponer una explicación de la causa de la encefalopatía espongiforme bovina ("enfermedad de las vacas locas") y su equivalente humano, la enfermedad de Creutzfeldt-Jakob. En este trabajo, acuñó el término prion, que proviene de las palabras "proteínico" e "infeccioso", en 1982 para referirse a una forma de infección no descrita previamente debido al plegamiento incorrecto de proteínas.
Prusiner fue elegido miembro de la Academia Nacional de Ciencias en 1992 y de su consejo de gobierno en 2007. También es miembro electo de la Academia Estadounidense de las Artes y las Ciencias (1993), miembro extranjero de la Royal Society (ForMemRS) en 1997, y de la Sociedad Filosófica Estadounidense (1998), la Academia de Ciencias y Artes de Serbia (2003) y el Instituto de Medicina.
- Premio Potamkin de Investigación sobre la Enfermedad de Alzheimer de la Academia Estadounidense de Neurología (1991)
- El Premio Richard Lounsbery para la Investigación Científica extraordinaria en Biología y Medicina de la Academia Nacional de Ciencias (1993)
- Premio Dickson (1993)
- El Premio Internacional de la Fundación Gairdner (1993)
- El Premio Albert Lasker de Investigación Médica Básica (1994)
- Premio Paul Ehrlich y Ludwig Darmstaedter de la República Federal de Alemania (1995)
- El Premio Wolf en Medicina de la Fundación Wolf / Estado de Israel (1996)
- Gran Premio Charles-Leopold Mayer (1996)
- El Premio Internacional de Keio de Ciencias Médicas (1996)
- Premio Golden Plate de la Academia Estadounidense de Achievement (1996)[4]
- El Premio Horwitz Louisa bruto de la Universidad de Columbia (1997)
- El Premio Nobel de Fisiología o Medicina (1997)
- La Medalla Benjamin Franklin del Instituto Franklin (1998)
- Doctorado honoris causa por la Universidad Cardenal Herrera CEU (2005)[5]
- La Medalla Nacional de Ciencias (2010)